# グロスターシャー大学
グロスターシャー大学（英語: University of Gloucestershire、公用語表記: University of Gloucestershire）は、イギリス グロスタシャーに本部を置くイギリスの公立大学。1834年創立、2001年大学設置。

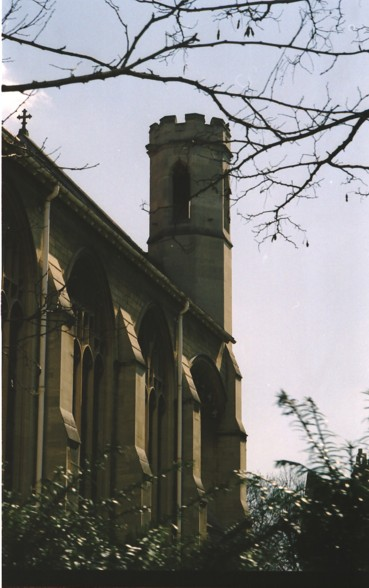
大学内のチャペル

グロスターシャー大学は、イギリス、主としてグロースターシャーに本拠地を置く総合大学である。キャンパスは4つあり、そのうち3つはチェルトナムに、1つはグロスターに位置している。2012年2月に、男爵夫人レニー・フリッチーが新しい大学総長に就任すると発表された。また、現在副総長であるグロスター主教のマイケル・パーハムに加わる形で、サー・ヘンリー・エルウェスが副総長に就任する旨、発表された。

## 歴史

### 起源、統合、合意
この大学は、数多くの高等教育機関が統合されたり名称を変更したりした結果、最近発足したものである。その起源は1834年に設立された職業訓練所にさかのぼる。1992年から、チェルトナム・アンド・グロスター高等教育専門大学として、大学卒業資格ならびに大学院修了資格を授与することを許可されていたが、1998年には研究学位を授与することが許可された。しかし、グロスターシャー大学が総合大学として正式に認可されたのはつい2001年のことである。その歴史は、およそ2世紀におよぶ。
グロスターシャー大学の戦略計画（長期計画）には、その社会的使命、価値観、目的などについて、概略が説明されている。
グロースターシャー地方での高等教育の機会を確保するために、グロスターシャー大学の副総長、グロスターシャー専門学校の校長、そしてサウス・グロスターシャー・アンド・ストラウド専門学校の校長との間で、10年間協定の覚え書きが交わされた。

### 環境維持
グロスターシャー大学は、1993年以来、環境維持を長期計画として追究してきた。そして、イギリスの大学としては初めてISO14001を満たす大学となった。タイムズ・ハイアー・エデュケーション(THE)から出版された「エコ大学ランキング(The Peope & Planet Green League)」の2008年版では、「イギリス国内で最も環境に優しい大学」としてランク付けされている。2007年に始まった「エコ大学ランキング」で継続して上位5位以内にランク付けされているのはグロスターシャー大学だけである。大学への環境の取り組みを評価するEUAC Green Gown Award もたびだひ受賞している。2008年と2012年には、継続改善賞を受賞している。グロースターシャー大学内にはRCE Severnが設置されているが、これは、国連大学が推奨する「教育の継続を可能にする地域の中心拠点」である。世界中に同様な拠点が85ヶ所存在しているが、そのうちの一つである。

### エラスムス・プログラムと海外大学同盟
グロスターシャー大学は、積極的にエラスムス・プログラムに参加している。また、主にアメリカ合衆国への海外留学プログラムである海外大学同盟（Brethren Colleges Abroad）に加盟している唯一のイギリスの大学である。

### 副総長たち
デイム・ジャネット・トロッターが2001年から副総長と校長を務めたが、2006年に引退している。パトリシア・ブロードフット教授は2010年3月に辞職した。2011年7月まで、ポール・ハートリー博士が、副総長と学校役員長を務めていた。大学の評議会は、スティーブン・マーストン氏を2011年8月から副総長とすることを決定した。
スティーヴン・マーストン氏は、以前、ビジネス・刷新・職業技能省で大学・職業技能の公務局長を務めていた。さらにそれ以前には、旧教育・職業技能省にて生涯学習・職業技能局長、および旧刷新・大学・職業技能省では継続教育・職業技能局長を務めていた。マーストン氏は、1983年に旧教育・科学省に入り、数々の学校、継続教育機関、および高等教育機関や財務に関わりのある様々なポストを経験し、時には内閣経済事務局やイングランド高等教育助成会議に行政機関部長として出向した。ケンブリッジ大学で古典文学を専攻し、2科目最優等と古典文学の大学総長賞を受賞している。

### 2009年から2012年にかけての変遷
2009年から2010年にかけて、人事異動があった。2009年11月には、副総長代理を務めていたポール・ボウラーが辞任した。元投資銀行家であったポール・ボウラーについては、同年12月7日に、大学側から「副総長代理のポール・ボウラー氏は、自分の可能性を追求したいという理由で自発的に退職されます。」という発表があった。2009年12月には、学部長兼准副総長だったシャープ博士が辞任し、新しくできた英国高等教育国際部のポストに就いた。副総長だったブロードフット博士は、大学の財政状況に関して、彼女なりの見解を持っていたが、2010年3月に辞職した。この辞職に関しては、公的記録がある。2010年5月には大学総長であったケアリー男爵が辞任している。2010年9月、大学職員が公益開示法に基づいて起こした裁判では、ポール・ボウラーが証人となっている。この裁判の結果は、高等教育に関する情報誌で報道された。2011年3月には、ポール・ハートリー博士が辞任している。現副総長であるスティーブン・マーストン氏は、新たな人事幹部を迎え「気風を一新する」と宣言している。

## キャンパス、学部、講座

### 大学施設、設備配置などについての概観
大学には、現在、11,000人以上の全日制ならびに定時制の学生がいる。チェルトナムとグロースターシャーにキャンパスが4つある。ロンドン・キャンパスは2010年4月に売却された。どのキャンパスにも、IT設備と図書館が設置されている。大学の学部は、3つだったものが2010年9月に見直され4つとなり、改めて学部名を一新したものである。芸術デザイン学科、コンピューター技術学科、人文学科、メディア学科を含む「メディア・芸術・技術学部」。会計法学科、ビジネス経営学科から成る、「ビジネス・教育・専門研究学部」。そして、「教育及び公共事業研究所」。さらに、スポーツ訓練学科、自然科学及び社会科学科、レジャー学科から成る「応用科学部」である。大学の学部生向けのための講座には、会計学、法学、ビジネス経営管理学、コンピューター学、地理学、生物学、社会科学、教育学、スポーツ学などがある。ピットヴィル・キャンパスとロンドン・キャンパス（下記参照のこと）の閉鎖が決定されて以来、大学・カレッジ教職員組合（UCU, University and College Union ）からは「まずい経営の結果だ」として非難されている。

### ピットヴィル・スタジオ
ピットヴィル・スタジオはチェルトナムのアルバート・ロードに位置している。メディア・芸術・技術学部の所在地であった。150年以上前に、チェルトナム芸術学校（Cheltenham School of Art）として設立されたものである。しかし、2009年10月に大学側は、「大学の財政難により、2011年までにはピットヴィル・キャンパスは閉鎖され、同キャンパスで実施されていた授業はすべて他のキャンパスに移される」と発表した。
大学は、キャンパスの敷地の半分を売却したとされている。メディア・芸術・技術学部の授業は、現在、複数のチェルトナム・キャンパスに分散する形で行われている。学生寮は、中心街の近くにあるレジェンシー・ホールと、キャンパス内のピットヴィル・ホールの二つがあり、部屋はすべて、バス・トイレ付きの一人部屋である。

### フランシス・クロース・ホール(FCH)
FCHは、チェルトナムの中心街に最も近い、フランシス・クロース・ホールにある歴史的建造物を本拠地としたキャンパスである。このキャンパスの歴史は、1847年にフランシス・クロース聖師が設立した大学にまで遡ることができる。
大学の正式な歴史資料の保管場所である「記録保管所及び特別資料科」（the University’s Archives and Special Collections Department）もこのキャンパス内にある。大学の資料の他に、グロースターシャーなどに関する特別な収集資料も保管されている。記録保管所及び特別資料科は、ブリストル・グロスターシャー考古学協会図書館（the Bristol & Gloucestershire Archaeological Society Library）の管理を委託されており、また、グロースターシャーの詩人、作家、芸術家の作品の収集と管理を任されている。その中には、グロースターシャーのディモック村を本拠地とした「ディモック村の詩人達」、ウィッティングトン出版、詩人のユー・エー・ファンソープ（U A Fanthorpe）、ジェームズ・エルロイ・フレッカーらに関する作品や遺品などがある。さらに、ポール・オリヴァーアフリカ系アメリカ人の音楽並びに関連の伝統コレクション（ブルーズ・コレクション）、トリッグズ・レッサー・バンジョー・コレクション、そして地域遺産保管庫も、記録保管所及び特別資料科の管理下にある。保管所は職員、学生、そして一般に公開されている。このキャンパスには、人文学科、教育学科、自然科学科、社会科学科、芸術学科が寄り集まっている。学生寮は、キャンパス内のシャフツベリー・ホール、ハードウィック・ホール、そしてリージェンシー・ホールにある。さらに、セント・ジョージズ、セント・メアリーズ、メイデンホーン、ホワイトハートでも学生を受け入れている。

### ハードウィック
「芸術と写真撮影のためのハードウィック・センター」は2011年に開設された。FCHにほど近い場所にある。学生は美術（学部ならびに大学院）、そして写真技術といった芸術系の科目を学ぶことができる。

### ザ・パーク
2011年にピットヴィル・スタジオからパーク・キャンパスにメディア学部が移転した。公開報道室、スタジオ、編集室、教育施設など、最先端技術を使用した施設が設けられている。メディア学部では、ジャーナリズム、デジタル映像製作、テレビ・ラジオ製作といった科目を学ぶことができる。優れたメディア教育を実施している大学等に与えられる称号「Skillset Media Academy」（メディア総合技能専門学校）を与えられ、ノース・バイ・サウスウエスト：グロスターシャー・ウィルトシャーメディア総合技能専門学校連合に加盟している。
このキャンパスには、ビジネス・教育・専門研究学部があり、ビジネス、経営管理、法律、宣伝広告、コンピューター、レジャー、観光、ホテル・レストラン業、メディア関連の科目を学ぶことができる。このザ・パーク・キャンパス（チェルトナムにある）は、面積が一番大きく、イベントが開催される回数もこのキャンパスが一番多い。学生寮は、パーク・ヴィラ、チャリノー、エルドンアンドメロウダウン、エルドンアンドメロウダウンアネックスなどがキャンパス内とキャンパスに隣接した場所にある。また、チェルトナムの街の反対側にはリージェンシー・ホールがある。
2009年5月から、グロスターシャー野生動物トラストとの提携により、ザ・パーク・キャンパスの敷地は地域共同体の緑地に指定された。園内には天然木、鑑賞用を合わせて900本以上の樹木があり、また、浅い湖、在来種棲息のための草地などがある。
詳細は、「ザ・パーク、グロスターシャー大学」を参照のこと。

### オクストールズ
オクストールズ・キャンパスには応用科学部がある。キャンパスとして利用するために、2002年にグロスターシャーに開設された（敷地は以前からコンピューター及びビジネス学科用に1980年代後半と1990年代初期に使用されていた）。このキャンパスには、照明付全天候型競技場、フィットネスルームなどのスポーツ施設があり、また、生物学的評価など、様々な科目のための研究設備も充実している。その分野の研究では先駆者であるクレム・バークのドラミング・プロジェクトから発展した、ドラム研究所などもここにある。このプロジェクトは、太鼓を演奏することが物理的・心理的にどのような影響を与えるのかについて探究したものである。

### ロンドン・キャンパス
ロンドン・キャンパスは、1973年に都市教育基金（ULF, Urban Learning Foundation）として、教員養成用初期教育の質を高めるために設立されたものである。2003年9月、都市教育基金がグロスターシャー大学に併合され、その一部となった。ロンドン・キャンパスでは、初等教育用の一年制の大学院教育が行われ、これがノース・イースト・ロンドン初頭教育大学院プログラムの拠点にもなった。ロンドン・キャンパスでは、教育実習の際に、国中の大学から集まる学生を都市部の学校に配属する手配と管理も行っていたのである。
ロンドン・キャンパスは、830万ポンド（2009年当時のレートで約12億8650万円）をかけて改装が行われ、改装終了後、2009年2月に再開された。しかし2009年9月には大学が同キャンパスの閉鎖を発表する。タイムズ・ハイアー・エデュケーション（週刊「高等教育」とでもいうべき専門誌）は、「経営コスト削減のため、グロースターシャーに全ての業務を集結させることに決定しました」という大学側の発表を引用している。これは、イングランド高等教育助成会議が定めた人員補充のための予算の上限と、グロースターシャー大学の「財政難」とが原因で、もう一つの犠牲とでもいうべきピットヴィユ・スタジオと同じことが起きたのである。
ロンドン・キャンパスは、2010年4月に、970万ポンド（2010年当時のレートで約14億円）でロンドン・ホステル協会（LHA London Limited）に売却された。ロンドン・ホステル協会は1940年に設立された、ロンドン大空襲によってホームレスとなった人々を支援するための組織である。現在、ロンドン市内に12の寮があり、安価な費用で1450名以上の学生や、若年の知的労働者達、あるいはロンドンに出てきたばかりの人達に良質な住居を提供している。

## スポーツ

### 主要なスポーツ
グロースターシャー大学には、長いスポーツの伝統があり、特に、ラグビー・リーグ、ラグビー・ユニオン、ホッケー、サッカー、テニス、ネットボール、バレーボールという7つの主要競技において、専門的な知識と技術を応用してきた。大学は、この10年間、大学生ラグビー・リーグの発展を先頭に立ち尽力してきた。2013年3月に、大学生ラグビー・リーグのチームであるグロースターシャー・オール・ゴールドはプロ・ランクに移り、3部リーグである「チャンピオンシップ1」に加入した。

### スポーツ・マラウィ
2012年に、大学の「スポーツ・マラウィ・イニシアティヴ」は、「2012年ロンドン・オリンピックに向けての表彰台賞」（London 2012 Games-inspired Podium Awards）で金賞を受賞した。大学は、マラウィのオリンピック選手団に宿泊場所を提供し、グロースター市議会、チェルトナム自治区議会、サンドフォード公園プール、アスパイア・スポーツ文化基金と提携して、グロースターシャー協同組合を組織し、上記チームに対して2012年のロンドン・オリンピックのための準備に利用できる施設を提供した。学生寮として、キャンパス内のオクストールズ・ホール、アーミン・ホール、そしてアッパー・クエイが利用された。

## 学生の生活

### 学生自治会
グロースターシャー大学の学生連合は、全日制学生の委員4名と定時制学生の委員11名で構成されている。委員は学生の投票で選出され、現在の代表（2013年から2014年の任期）はリケッシュ・パテルが務めている。自治会は、学生に対して、社会奉仕活動やアルバイトの仕事といった様々な活動についての情報を数多く提供している。また、毎年恒例の夏のイベントである「サマー・ボール」を主催している。これまでに、トップローダー、リズル・キックス、ガールズ・アラウド、レッチ・スリー・トゥーなどのバンドが誕生している。また、「トーン・レディオ」が公式の学生ラジオ局であり、「スペース」が学生自治会の新聞である。
これらは学生が学生のために製作している。

### 研修制度
グロースターシャー大学は2012年に学外研修制度を採用し、学生の雇用機会の増加を目的として、社会奉仕活動、起業活動、実地研修への参加を推進している。

### 学生への意識調査
学生の意識の取り込みは様々な方法で行われている。その一つが全国学生調査（National Student Survey）である。グロースターシャー大学での2012年の回答率は70%で、所属学区の67%を上回っている。この調査には、大学院生教授体験調査（教育学部大学院生向けの調査）も含まれていた。

### 入学後の通過儀礼と学生の動向
「ナチス将校の制服」を着た学生に監督されながら、新入生が頭部に袋をかぶり、酒を飲んでは吐くという様子を隠し撮りしたビデオを、BBCが入手した結果、2008年10月、調査報道が実施された。さらに2008年12月には、バス乗車中に嘔吐するという事件がラグビー・クラブのメンバーによって起こされた。地域の新聞からは、「アルコール漬けの通過儀礼」だと揶揄されている。

## グロスターシャー大学に至るまでの年表
- 1834年 - チェルトナム職業訓練所
- 1840年 - グロスター職業訓練所
- 1847年 - チェルトナム訓練専門校
- 1852年 - チェルトナム芸術学校
- 1920年 - 聖ポール教育専門校
- 1920年 - 聖マリア教育専門校
- 1967年 - グロスターシャー教育専門校
- 1979年 - 聖ポール・マリア教育専門校
- 1980年 - グロスターシャー芸術・技術専門校高等教育部
- 1990年 - チェルトナム・グロスターシャー高等教育専門校
- 2001年 - グロスターシャー大学

## 大学の沿革に関する出版物
- 'University of Gloucestershire - Thanksgiving', 30 April 2002, Gloucester Cathedral
- '150 years of Art Education', 2002, University of Gloucestershire
- 'Celebrating 150 years of the Church Foundation', 1997, Cheltenham & Gloucester College of Higher Education

## 卒業生
大学の同窓会は、大学や関連カレッジの卒業生や元教職員を含めた39,000人もの世界にまたがるネットワークとなっている。月刊ニュースレターを発行し、イベントを開催したり、昔の同窓生や友人達が再会するためのきっかけとなることもある。

### 名誉博士号と名誉フェローシップ
名誉博士号授与者は名誉フェローシップが与えられ、その中にはミュージシャンで慈善活動家のユスフ・イスラム（元キャット・スティーヴンス）、俳優で監督のサイモン・ペグ、詩人のUAファンソープ、Superdryブランドのスーパーグループ創業者で、起業家のジュリアン・ダンカートン、ソプラノ歌手のデイム・フェリシティ・ロット、そしてThe Right Revered and Right Honourable の敬称を持つジョージ・ケアリーなどがいる。名誉フェローには、アナウンサーで物理学者でもあるキャシー・サイクス、国際的なクリケット選手であるRCジャック・ラッセル、ガーデニングのプロでテレビ司会者のクリス・ビアードショー、そして彫刻家のリン・チャドウィックなどがいる。

### 主な卒業生
- Chris Beardshaw (television gardening expert)（英語）
- Henry Bond (writer and photographer)（英語）
- Chris Broad (cricketer)（英語）
- Jon Callard (England rugby international)（英語）
- Tony Cragg (artist)（英語）
- P.J.クルック - P.J.Crook (artist)
- Paul Bailey
- Paul Day (sculptor)（英語）
- Peter Edwards (artist)（英語）
- Anne Hardy (artist)（英語）
- リチャード・ロンクレイン - Richard Loncraine (film maker)
- Cornelia Parker (artist)（英語）
- Gordon Hugenberger (theologian, ESV Translator)（英語）
- ビヴァリー・ナイト - Beverley Knight (Singer, Songwriter)
- デヴィッド・ギャンディ - David Gandy (Model)

## References
1. ↑  “Virtual Campus Tours of University of Gloucestershire”.   Glos.ac.uk (2011年2月7日). 2013年11月24日閲覧。
2. 1 2  “University timeline”.   .glos.ac.uk. 2013年11月24日閲覧。
3. ↑  Mechanics' Institutes
4. ↑  University of Gloucestershire, 'Service of Thanksgiving' publication on attainment of University title, 30 April 2002, held in Gloucester Cathedral, pages 5-7
5. ↑  “Download of University Strategic Plan 2012-2017” (PDF). 2013年11月24日閲覧。
6. ↑  "New deal ignites a revolution in higher education" Gloucestershire Echo and ThisisGloucestershire, 8 February 2013
7. ↑  “Regional Centre of Expertise (RCE) in Sustainability Education”.   Insight.glos.ac.uk (2011年2月8日). 2013年11月24日閲覧。
8. ↑  Simon Baker "All change again at Gloucestershire as it hunts for another new head" Times Higher Education Supplement November 25, 2010
9. ↑  John Gill "Welsh v-c plans departure, as Gloucestershire appoints new top man" Times Higher Education Supplement, July 2, 2010
10. ↑  “University Council information”.   Insight.glos.ac.uk (2011年2月8日). 2013年11月24日閲覧。
11. ↑  John Gill "Gloucestershire turns to BIS for new v-c" Times Higher Education Supplement, February 28, 2011
12. ↑  “Mr. Stephen Marston personal profile”.   Insight.glos.ac.uk (2011年2月8日). 2013年11月24日閲覧。
13. ↑  Melanie Newman "Deputy leader steps down only seven months after taking up post" The Times Higher Education Supplement, December 10, 2009
14. ↑  James Everest "It’s a wide world" Times Higher Educational Supplement, December 3, 2009
15. ↑  Melanie Newman "Gloucestershire V-C resigns amid conflicting view on financial health" Times Higher Education Supplement, April 1, 2010
16. ↑  Melanie Newman "Gloucestershire vice-chancellor steps down" Times Higher Education Supplement, March 26, 2010
17. ↑  John Morgan "Identity check: Vice-chancellors' education and pay revealed" Times Higher Education Supplement, March 24, 2011
18. ↑  Melanie Newman "Chancellor Follows V-C out at Gloucestershire" Times Higher Education Supplement, May 29, 2010
19. ↑  Simon Baker "Hefce clawback could add to Gloucestershire's woes" Times Higher Education Supplement, September 23, 2010
20. ↑  Whistleblowing case report
21. ↑  John Gill "Tribunal finds in favour of Gloucestershire whistleblower" Times Higher Education Supplement, October 1, 2010
22. ↑  Resignation of uni chief", March 15, 2011
23. ↑  Simon Baker "Gloucestershire v-c tells staff to speak out on past turmoil, 'warts and all'" Times Higher Education Supplement, August 4, 2011
24. ↑  "The forecast for Gloucestershire: sunny, open and collaborative" Times Higher Education Supplement, March 29, 2012
25. ↑  “University of Gloucestershire Computing facilities”.   Insight.glos.ac.uk (2011年2月8日). 2013年11月24日閲覧。
26. ↑  “University of Gloucestershire Library resources”.   Insight.glos.ac.uk (2011年2月8日). 2013年11月24日閲覧。
27. ↑  “University of Gloucestershire Faculties”.   Insight.glos.ac.uk (2011年2月8日). 2013年11月24日閲覧。
28. ↑  “University of Gloucestershire Academic Schools”.   Glos.ac.uk (2011年2月7日). 2013年11月24日閲覧。
29. ↑  “School of Accounting and Law”.   Insight.glos.ac.uk (2011年2月8日). 2013年11月24日閲覧。
30. ↑  “Business Management course”.   Glos.ac.uk (2011年2月7日). 2013年11月24日閲覧。
31. ↑  Computing course
32. ↑  “Geography degree course”.   Glos.ac.uk (2011年2月7日). 2013年11月24日閲覧。
33. ↑  “Biology degree course”.   Glos.ac.uk (2011年2月7日). 2013年11月24日閲覧。
34. ↑  “Undergraduate Courses, University of Gloucestershire”.   Glos.ac.uk. 2013年11月24日閲覧。
35. ↑  "Bad management to blame for proposed job losses at University of Gloucestershire, says union" UCU website, 9 October 2009
36. ↑  '150 years of Art Education', 2002, University of Gloucestershire
37. ↑  BBC News : 'Cuts' force media campus closure
38. ↑  "Fears over University of Gloucestershire campus homes plan" Gloucestershire Echo, October 13, 2011
39. ↑  Faculty of Media, Art and Technology University web site
40. ↑  “FCH campus information”.   Glos.ac.uk (2011年2月7日). 2013年11月24日閲覧。
41. ↑  “University of Gloucestershire Archives and Special Collections Department”.   Insight.glos.ac.uk (2011年2月8日). 2013年11月24日閲覧。
42. ↑  “University of Gloucestershire - The Media School”.   Insight.glos.ac.uk (2011年2月8日). 2013年11月24日閲覧。
43. ↑  “Skillset industry body for UK creative industries”.   Skillset.org (2013年11月19日). 2013年11月24日閲覧。
44. ↑  “North by Southwest Skillset Media Academy partnership”.   Glos.ac.uk (2011年2月7日). 2013年11月24日閲覧。
45. ↑  Faculty of Business, Education and Professional Studies University web site
46. ↑  New Partnership Launched at University University news archive, April 21, 2009
47. ↑  “Gloucestershire Wildlife Trust website for nature reserve list”.   Gloucestershirewildlifetrust.co.uk. 2013年11月24日閲覧。
48. ↑  Faculty of Applied Sciences University web site
49. ↑  “Clem Burke Drumming Project website”.   Clemburkedrummingproject.com (2011年7月30日). 2013年11月24日閲覧。
50. ↑  Melanie Newman "Gloucestershire to shut London outpost" Times Higher Education Supplement, September 28, 2009
51. ↑  Times Higher Education - "Capital Campus sold" Times Higher Education Supplement, May 6, 2010
52. ↑  “LHA London Limited”.   Lhalondon.com. 2013年11月24日閲覧。
53. ↑  “Sport tradition at the University of Gloucestershire”.   Glos.ac.uk (2011年2月7日). 2013年11月24日閲覧。
54. ↑  “University of Gloucestershire focus sports”.   Glos.ac.uk (2011年2月7日). 2013年11月24日閲覧。
55. ↑  All Golds official website at University of Gloucestershire
56. ↑  “All Golds University of Gloucestershire”.   Glos.ac.uk (2011年2月7日). 2013年11月24日閲覧。
57. ↑  Sport Malawi official website[リンク切れ]
58. ↑  Representation. “University of Gloucestershire Students' Union part-time officers”.   Yourstudentsunion.com. 2013年11月24日閲覧。
59. ↑  Elections Home. “University of Gloucestershire Students' Union election information”.   Yourstudentsunion.com. 2013年11月24日閲覧。
60. ↑  “University of Gloucestershire, Students' Union information on work and volunteering”.   Yourstudentsunion.com. 2013年11月24日閲覧。
61. 1 2  “Students' Union Annual Events”.   Yourstudentsunion.com. 2013年11月24日閲覧。
62. ↑  “Summer Ball 2013”.   Yourstudentsunion.com (2013年4月27日). 2013年11月24日閲覧。
63. ↑  “Toploader official website”.   Toploaderofficial.com (2013年10月28日). 2013年11月24日閲覧。
64. ↑  “Rizzle Kicks official website”.   Rizzlekicks.com. 2013年11月24日閲覧。
65. ↑  “Girls Aloud official website”.   Girlsaloud.com (2013年11月20日). 2013年11月24日閲覧。
66. ↑  “Wretch 32 official website”.   Wretch32.com. 2013年11月24日閲覧。
67. ↑  “Tone Radio official website”.   Toneradio.wordpress.com (2013年10月31日). 2013年11月24日閲覧。
68. ↑  “University of Gloucestershire Students' Union website Tone Radio information”.   Yourstudentsunion.com. 2013年11月24日閲覧。
69. ↑  University of Gloucestershire Students' Union website SPACE information
70. ↑  “Degreeplus launch, ThisisGloucestershire, 14 February 2012”.   Thisisgloucestershire.co.uk (2012年2月14日). 2013年11月24日閲覧。
71. ↑  “University of Gloucestershire Degreeplus information”.   Insight.glos.ac.uk (2011年2月8日). 2013年11月24日閲覧。
72. ↑  “University of Gloucestershire Student Experience information”.   Insight.glos.ac.uk (2011年2月8日). 2013年11月24日閲覧。
73. ↑  “National Student Survey official website”.   Thestudentsurvey.com. 2013年11月24日閲覧。
74. ↑  “University of Gloucestershire information on 2012 Student Survey”.   Insight.glos.ac.uk (2011年2月8日). 2013年11月24日閲覧。
75. ↑  “University of Gloucestershire information on the PTES Survey”.   Insight.glos.ac.uk (2011年2月8日). 2013年11月24日閲覧。
76. ↑  “"Student dressed as Nazi in initiation ceremony", Daily Telegraph, 2 October 2008”.  オリジナルの2008年10月5日時点におけるアーカイブ。 2013年11月24日閲覧。
77. ↑  Courtney, Siobhan (2008年10月2日). “"University to probe initiations", BBC News, 2 October 2008”.   BBC News. 2013年11月24日閲覧。
78. ↑  “"Initiation ceremony students could be expelled", Gloucestershire Echo, 3 December 2008”.   Thisisgloucestershire.co.uk (2008年12月3日). 2013年11月24日閲覧。
79. ↑  “University of Gloucestershire Alumni Association”.   Glos.ac.uk (2011年2月7日). 2013年11月24日閲覧。
80. ↑  “University of Gloucestershire Honorary Doctorates and Fellows”.   Insight.glos.ac.uk (2011年2月8日). 2013年11月24日閲覧。